# Grey Gardens (film)
Pour les articles homonymes, voir Grey Gardens.
Pour plus de détails, voir Fiche technique et Distribution.
Grey Gardens est un film documentaire réalisé par David Maysles et Albert Maysles en 1975. Il est réalisé sur le principe du Cinéma direct.

## Synopsis
Le film décrit le quotidien de deux femmes ayant appartenu à la haute-bourgeoisie et vivant désormais recluses dans une maison insalubre. Les deux femmes, une mère et une fille respectivement tante et cousine de la première dame Jacqueline Kennedy, ont vécu pendant des décennies dans un état de quasi isolement et d'insalubrité.

## Fiche technique
- Titre original : Grey Gardens
- Réalisation : David Maysles et Albert Maysles
- Production : Portrait Film
- Pays d'origine :  États-Unis
- Langue originale : anglais
- Format : Couleur - 35 mm — 1.37:1
- Genre : Documentaire
- Durée : 94 minutes (1 h 34)
- Date de sortie : 27 septembre 1975

## Distribution
- Edith "Big Edie" Ewing Bouvier Beale dans son propre rôle
- Edith "Little Edie" Bouvier Beale dans son propre rôle
- Brooks Hyers dans son propre rôle

## Autour du film
- Le téléfilm  Grey Gardens sorti en 2009 est directement inspiré du documentaire.